# Diósgyőri református templom
A diósgyőri református templom Diósgyőr szívében épült a 18. század második felében, késő barokk stílusban. A Táncsics Mihály tér 1. szám alatt, növényzettel alaposan benőtt kertben áll.

## Története
A templomépítés kezdeményezője Pápai Tóth Mihály, Bernben tanult magyar lelkipásztor, polihisztor volt, aki 1764. december 1-jén érkezett Diósgyőrbe. Ekkor ezt írta a diósgyőri református egyház anyakönyvébe: „Tserépfalusi, Hotykai és M. Tartzali Ekklésiékban való Egyházi Szolgasága után jött a Diós-Győri Reformata Szent Ekklésiaba ordinárius Prédikátornak.” Az ellenreformáció idején nagy nehézségek, hosszú küzdelem után sikerült engedélyt szerezni az építkezésekre személyesen Mária Teréziától, aki Pozsonyban fogadta a kérelmezőket. Parókiának megvásárolta Apsajt Mihály mészáros házát, a templomnak és az iskolának szánt telket pedig cserével biztosította. A templom alapkövét 1769. július 10-én rakták le, az egyház az építkezés költségeit közadakozásból fedezte. A templom építését egy bizonyos „Joseph Walter Camer Taü Meister”-re bízták, akinek a vezetésével az épületet 1771-re befejezték. A hívek külön engedéllyel haranglábat is építettek mellé fából. A templomot 1771. október 6-án szentelték fel, de ezt az építtetés fő motorja már nem érte meg, Pápai Tóth Mihály 1771 februárjában elhunyt. A gyülekezet 1987-ben emléktáblát helyezett el a főbejárat fölött: „Ezt a templomot 1768–72 között a diósgyőri református gyülekezet építette Pápai Tóth Mihály lelkipásztor, geológus, a diósgyőri kohászat kezdeményezőjének vezetésével. Az én házam imádság háza minden népnek! (Márk 13:13)”. (Pápai Tóth Mihály volt az, aki elsőnek felhívta a figyelmet a bükk-vidéki ércekre, s ezután kezdődtek Fazola Henrik ilyen irányú kutatásai és a kohóépítés.)

## A templom
A templom észak-déli hossztengelyű, egyhajós, félkörös záródású. Tornyán zöld színű gúlasisak van. A templom homlokzatai faltükrökkel tagoltak félköríves ablakokkal. Hajóját dongaszakaszok közötti három cseh süvegboltozat fedi. A hajó végein egy-egy fából készült karzat áll. Berendezése az 1700-as évek végéről való. Copf stílusú szószékét a Polgári család készíttette, készítője feltehetően ugyanaz a mester, aki a hejőcsabai református templom szószékét faragta. A kő harangtornyot még a 18. század utolsó éveiben építették a templomhoz, ezt is közadakozásból. A torony tetőzete 1819. július 29-én leégett, 1863-ban pedig fémlemezzel borították. A templomot 1908-ban felújították, támpillérei és gótizáló ablakai ekkor készültek, orgonája is ekkor (vagy 1910-ben) épült. 1927-ben megvalósították a villanyvilágítást, majd 1975-ben a gázfűtést.

## Képek

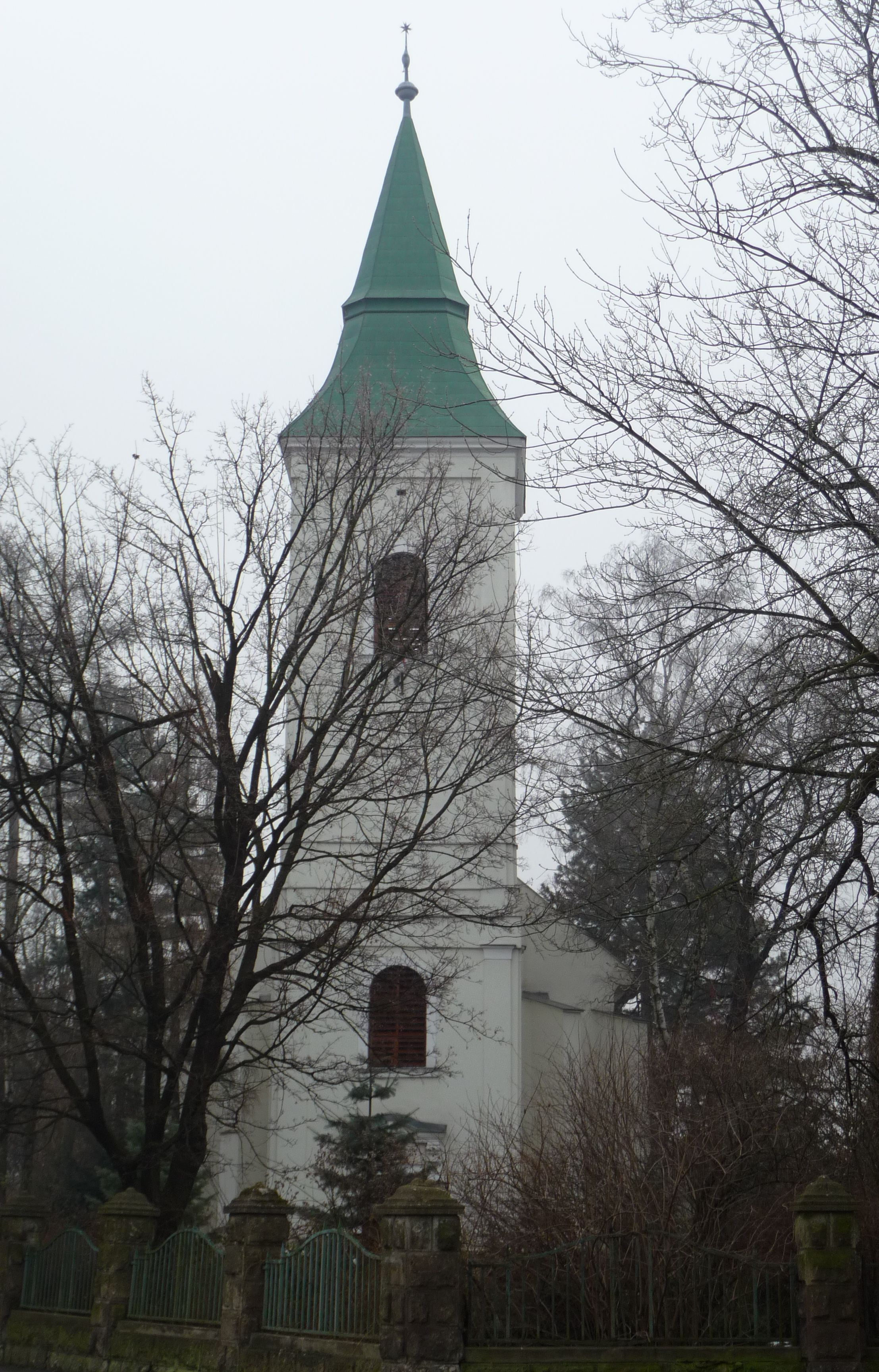
A templom tornya
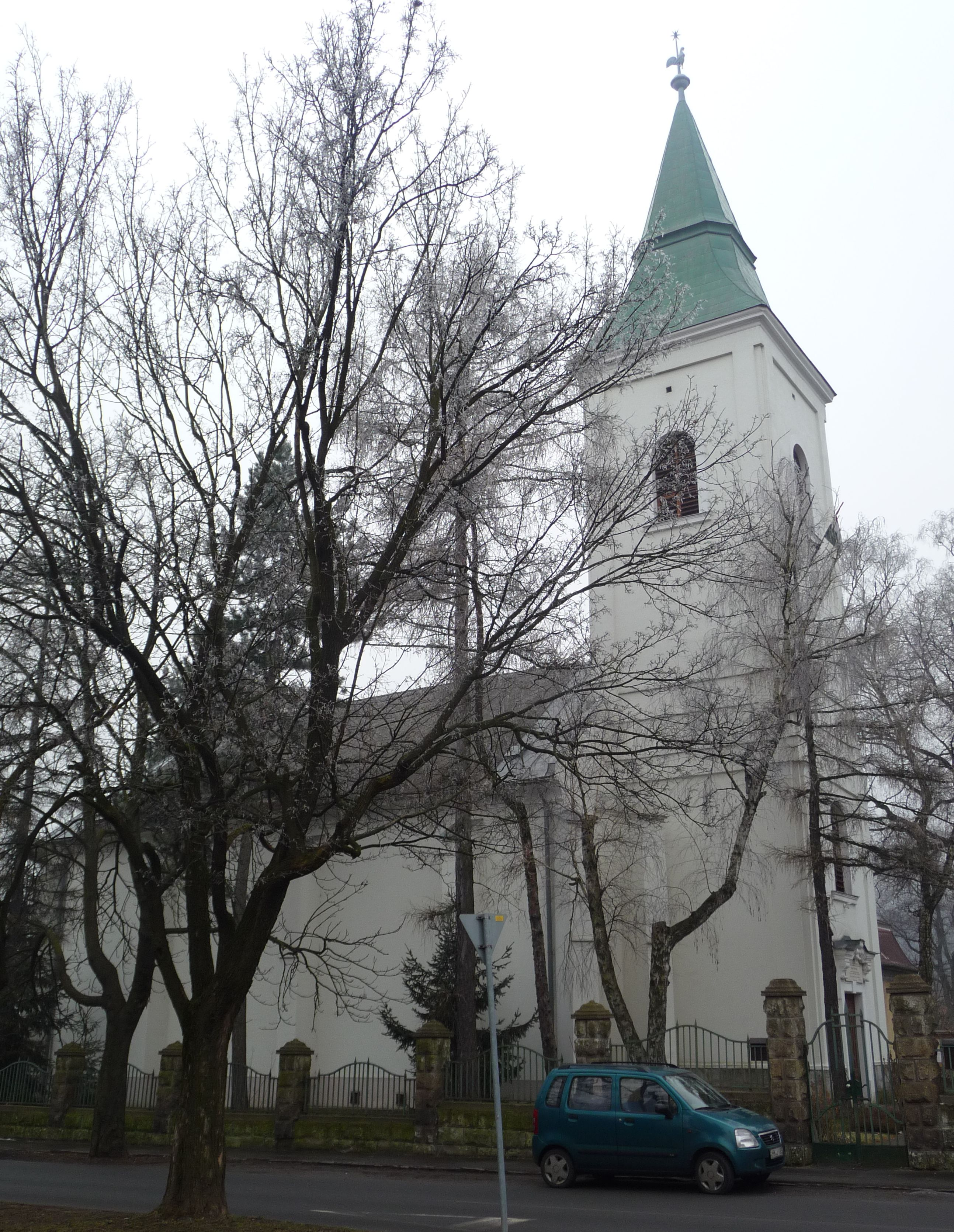
A diósgyőri református templom